# 齊普瑟米爾巴赫河
49°46′48.77″N 11°32′53.70″E / 49.7802139°N 11.5482500°E

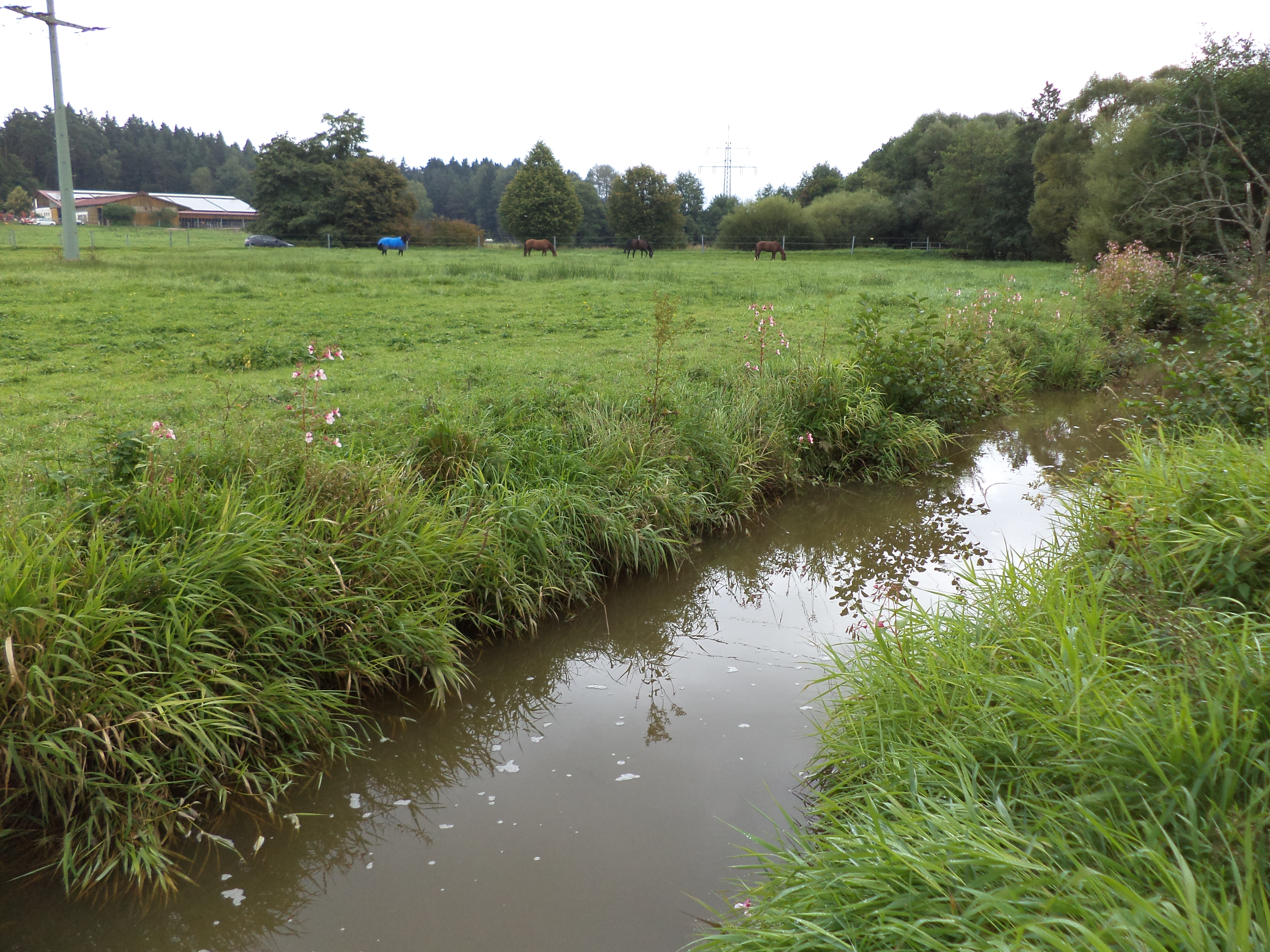

齊普瑟米爾巴赫河是德國的河流，位於該國東南部，由巴伐利亞負責管轄，屬於菲希滕奧厄河的左支流，河道全長4.5公里，流經拜羅伊特縣。